# Zhonghe
Zhonghe (chiń. upr. 中和区; chiń. trad. 中和區; pinyin Zhōnghé qū; Wade-Giles Chung-ho ch’ü; pe̍h-ōe-jī Tiong-hô-khu) – dzielnica (chiń. 區, qū) miasta wydzielonego Nowe Tajpej na Tajwanie. Znajduje się w zachodniej części miasta. Przemysł spożywczy, elektroniczny.
23 czerwca 2009 komitet przy Ministrze Spraw Wewnętrznych Republiki Chińskiej zarekomendował przekształcenie dotychczasowego powiatu Tajpej (chiń. trad. 臺北縣; pinyin Taibei xiàn) w miasto wydzielone; wszystkie miasta (chiń. 市, shì), jak Zhonghe, i gminy wchodzące w skład powiatu zostały przekształcone w dzielnice (chiń. 區, qū). Ustawa weszła w życie 25 grudnia 2010 roku.
Populacja dzielnicy Zhonghe w 2016 roku liczyła 414 266 mieszkańców – 212 434 kobiet i 201 832 mężczyzn. Liczba gospodarstw domowych wynosiła 164 248, co oznacza, że w jednym gospodarstwie zamieszkiwało średnio 2,52 osób.

## Demografia (2010–2016)
| Rok  | Liczba ludności | Gęstość zaludnienia | Kobiety | Mężczyźni | Gospodarstwa domowe |
| ---- | --------------- | ------------------- | ------- | --------- | ------------------- |
| 2010 | 414 356         | 20 569              | 209 637 | 204 719   | 155 413             |
| 2011 | 414 939         | 20 598              | 210 453 | 204 486   | 157 474             |
| 2012 | 416 499         | 20 676              | 211 894 | 204 605   | 159 724             |
| 2013 | 415 742         | 20 638              | 212 038 | 203 704   | 160 988             |
| 2014 | 415 226         | 20 612              | 212 240 | 202 986   | 162 378             |
| 2015 | 414 304         | 20 567              | 212 029 | 202 275   | 163 065             |
| 2016 | 414 266         | 20 565              | 212 434 | 201 832   | 164 248             |